# Kastell Zürich

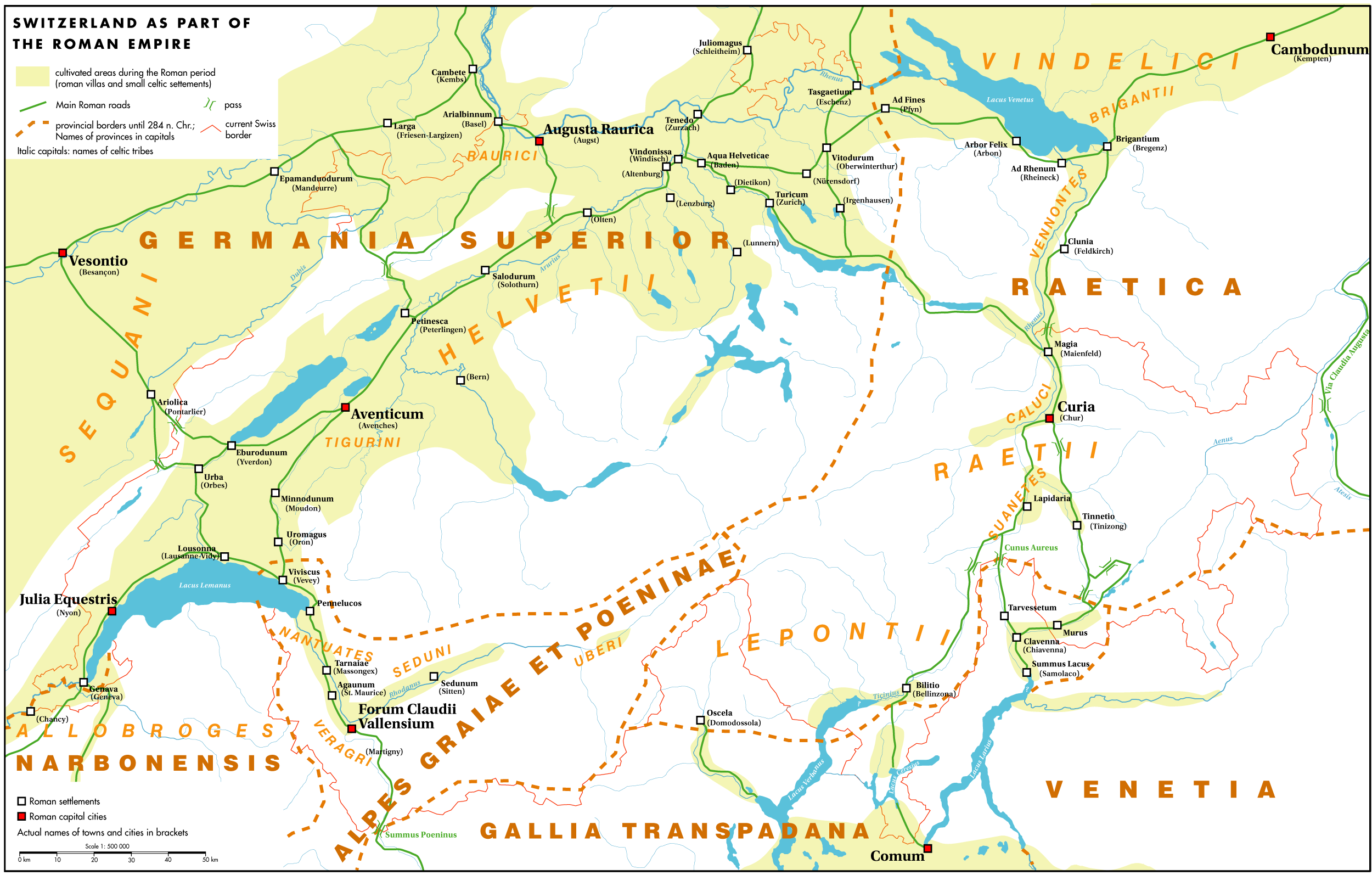
Lage von Turicum am DIRL

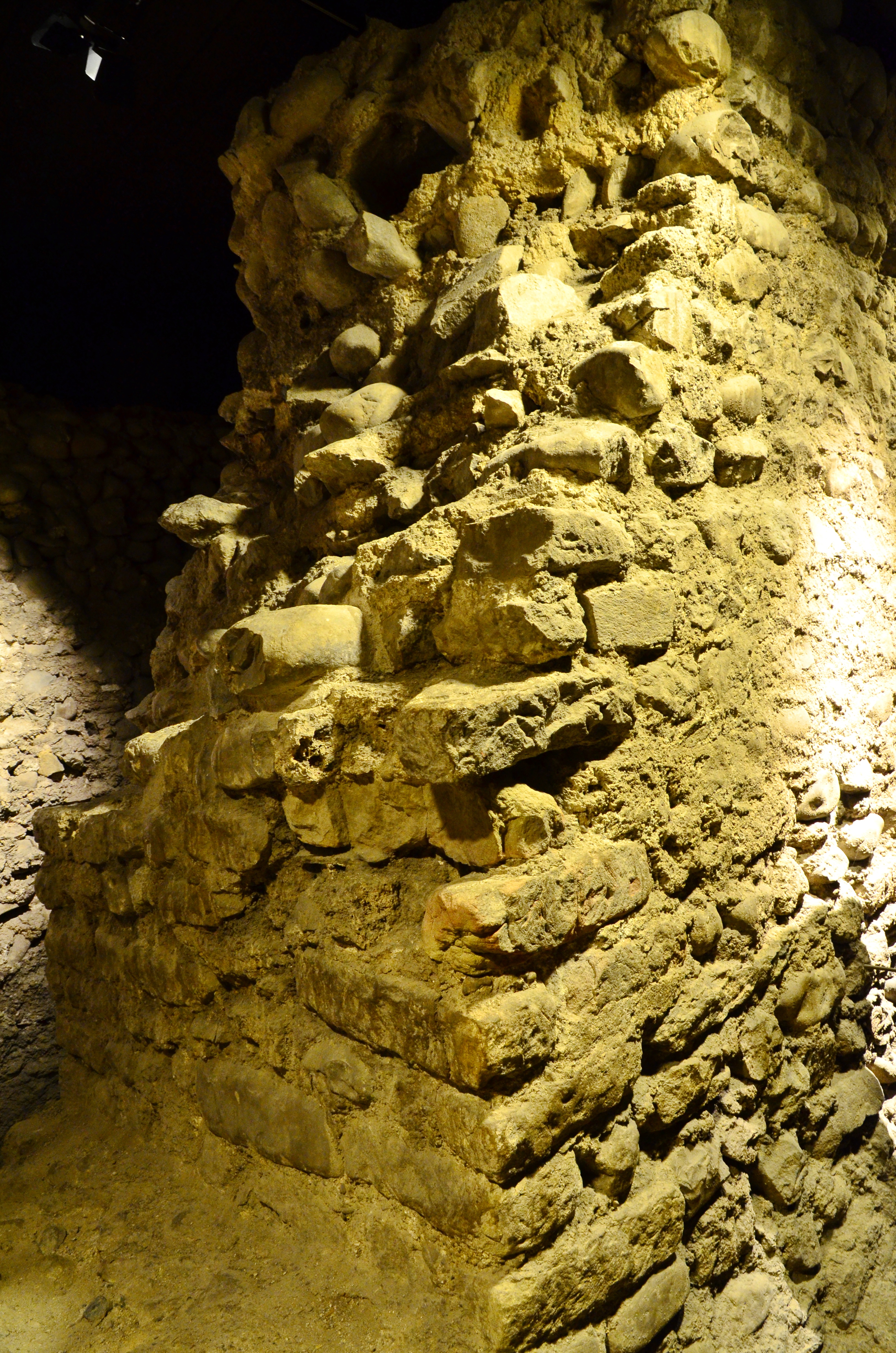
Mauerrest des spätrömischen Kastells im Lindenhofkeller

Das Kastell Zürich war Bestandteil der römischen Kastellkette des spätantiken Donau-Iller-Rhein-Limes und liegt auf dem Gebiet der Stadt Zürich im Schweizer Kanton Zürich.
Das Lagerareal zählt zum ältesten Teil der Stadt. Wahrscheinlich wurde es im Rahmen der Sicherungsmassnahmen der wiederhergestellten Rheingrenze im Auftrag der Kaiser Diokletian (284–305), Konstantin I. (306–337) oder Valentinian I. (364–375) errichtet. Welche Einheit der römischen Armee die Besatzungstruppe des Kastells stellte, ist unbekannt. Auch nach der Landnahme der Alamannen, zu Beginn des 5. Jahrhunderts, blieb es weiter bestehen. Das Areal des spätrömischen Castrums wurde noch bis ins 12. Jahrhundert als Pfalz und Festung genutzt.

## Lage

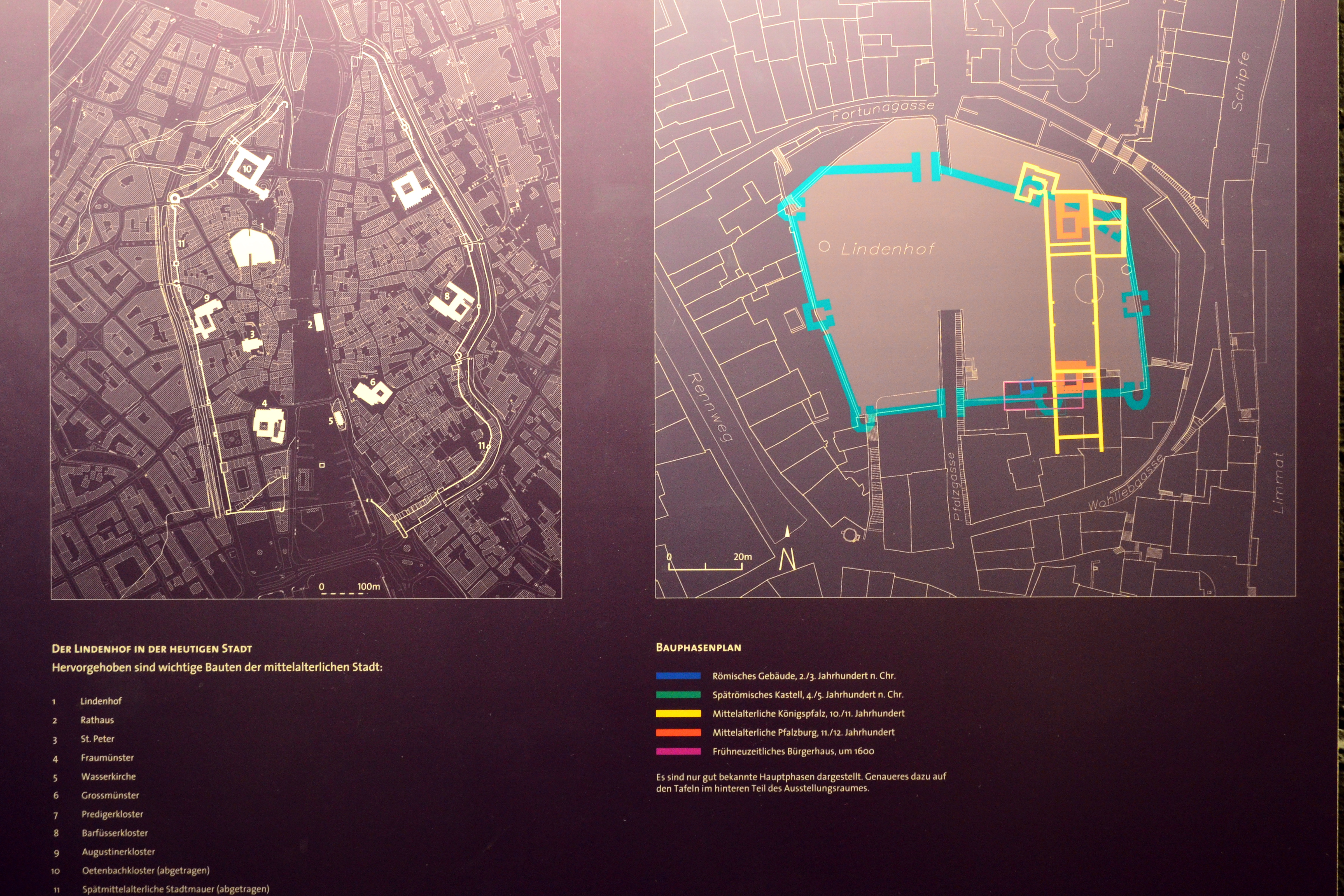
Befundskizze spätrömisches Kastell und ottonische Pfalz

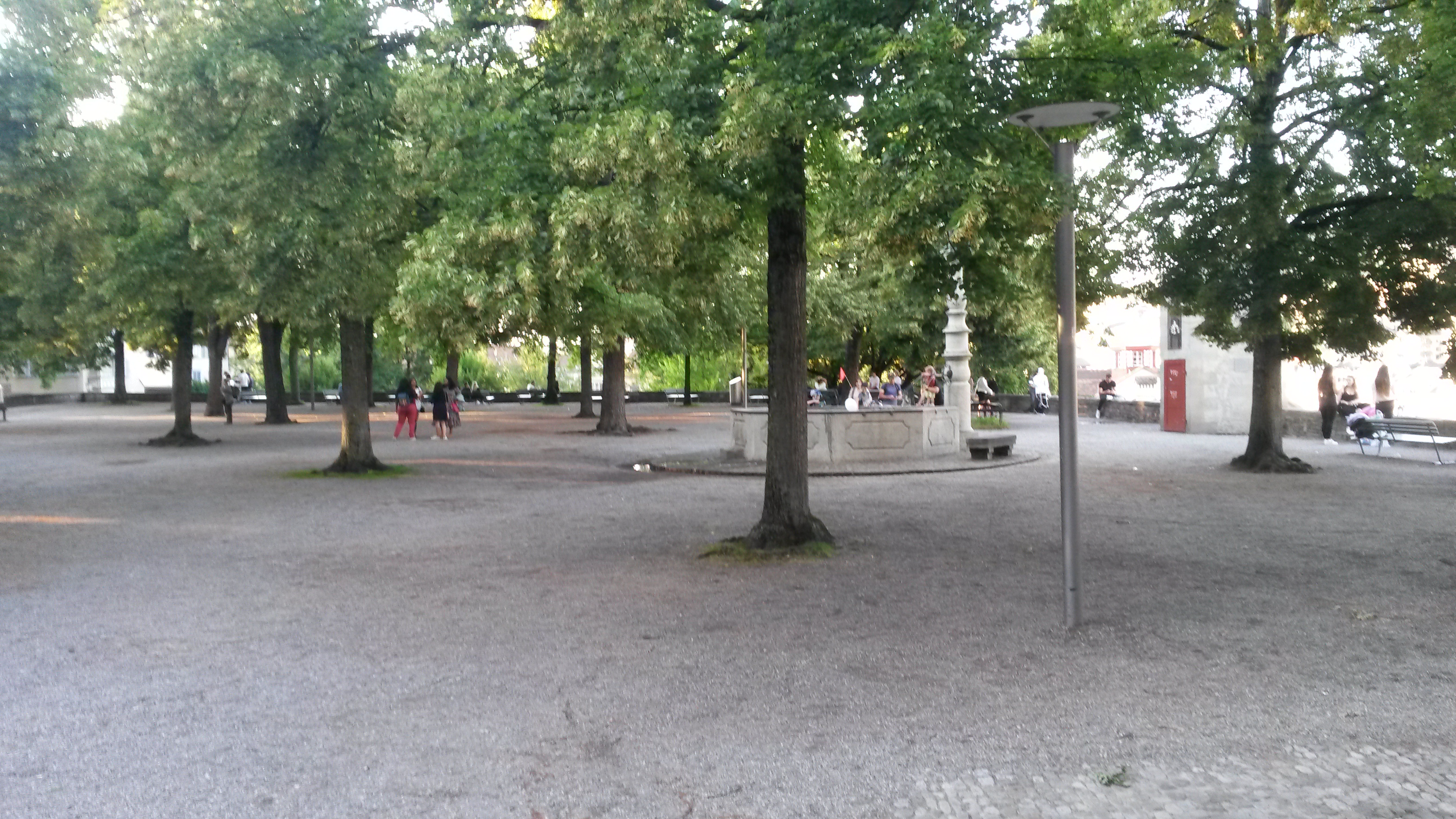
Lindenhofplateau, Blick aus Nord

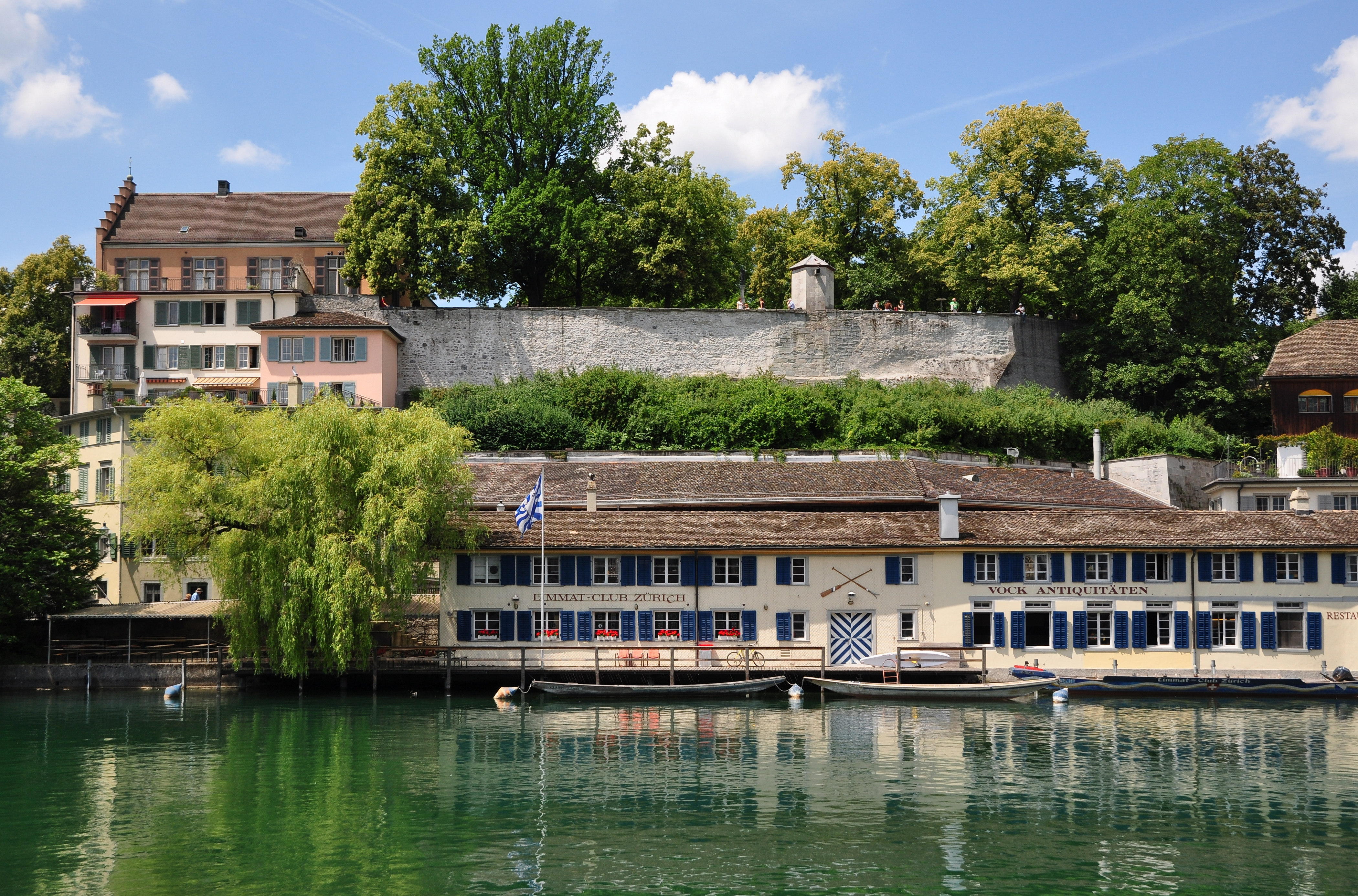
Blick auf die Reste der Ostmauer des römischen Kastells, heute eine der Stützmauern des Lindenhofplateaus

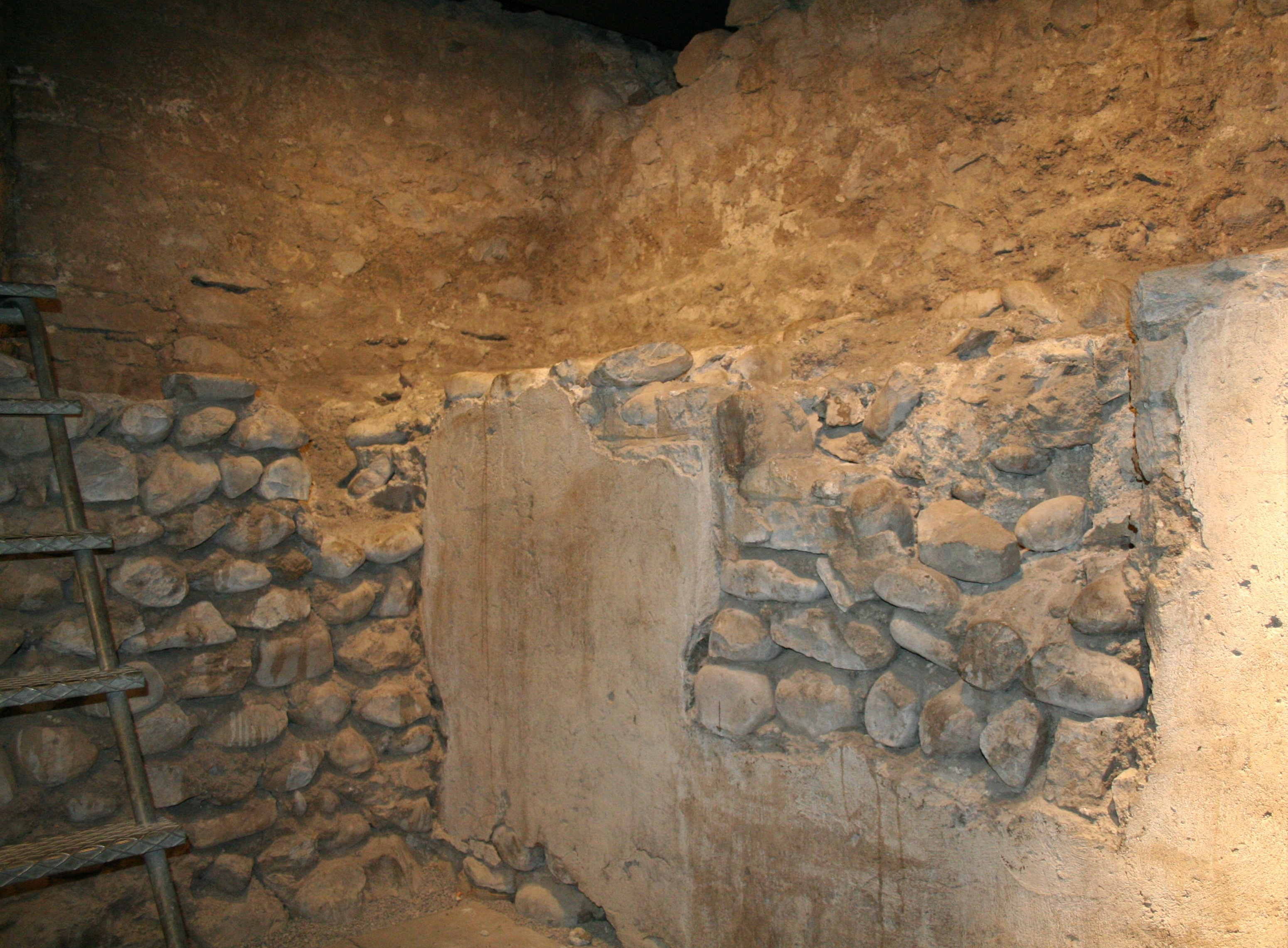
Reste römischer Bauten im Lindenhofkeller: vorne Keller mit vermauertem Fenster eines Hauses, hinten die Kastellmauer

Das Kastell stand auf dem Lindenhof im Zentrum des einstigen keltischen Oppidum Lindenhof und des nachfolgenden römischen Vicus Turicum am linksseitigen Ufer der Limmat, in der heutigen Altstadt von Zürich. In der Spätantike gehört das Kastell zum Verwaltungsbereich der römischen Provinz Maxima Sequanorum. Die March am oberen Zürichsee war das Grenzgebiet zwischen den gallischen und den rätischen Provinzen. Die römische Straße verlief an der heutigen St. Peterskirche vorbei von Baden (Aquae) herkommend zur damaligen Limmatbrücke (heute Rathausbrücke), über die Marktgasse — Münstergasse - Oberdorfstraße zum Ufer des Zürichsee und diesem entlang nach Rätien (Graubünden).

## Name
Der Name Turicum lässt auf eine vorrömische Herkunft der Ortsbezeichnung schliessen. Am wahrscheinlichsten ist, dass es sich hierbei um eine Ableitung des keltischen Personennamens Turos handelt. Die älteste schriftliche Quelle, die auf ein Castrum Turico verweist, ist die Vita der Heiligen Felix und Regula aus dem späten 8. Jahrhundert. In der Vita S. Galli über die Missionsreise des Heiligen Columbans durch Alamannien im Jahr 610 wird der Ort als castellum Turegum erwähnt. Im alemannischen wurde er später zu "Turich" und schließlich zu "Zürich" verschliffen.

## Entwicklung
Im Jahre 15 v. Chr. wurden im Zuge des Alpenfeldzuges der Römer unter Führung von Augustus’ Stiefsöhnen Drusus und Tiberius die Alpenpässe gesichert. Der Rhein (Rhenus) wurde zur Nordgrenze des Imperium Romanum. Auf dem Gebiet der heutigen Schweiz (Helvetien) wurden zur Grenzsicherung u. a. Legionslager in Vindonissa (Windisch) und Augusta Raurica (Augst/Kaiseraugst) sowie in Turicum ein erster kleinerer Militärstützpunkt angelegt. Die Stationierung von römischen Soldaten in der damals noch bestehenden keltischen Siedlung erfolgte entgegen früherer Ansicht aber nicht erst während des Alpenfeldzugs 16-15 v. Chr. sondern bereits ab 40 bzw. 30 v. Chr. Darauf weisen Funde von Militaria und Importkeramik aus dem Mittelmeerraum hin. Auf beiden Seiten der Limmat entwickelte sich daher wohl bald ein größerer Vicus. Ab 100 n. Chr. schützte das Festungssystem des Limes die Nordgrenze des Imperiums und der Ort verlor vorübergehend seine ursprüngliche Bedeutung. Er fungierte nun als einer der Stationen der gallischen Zollverwaltung für den Warenverkehr mit der Provinz Rätien (Statio Turicen[sis], genannt auf einer um 170–200 datierten Grabinschrift) und kleines Handels- und Etappenstädtchen am Wasserweg Walensee–Zürichsee–Limmat–Rhein, da die Siedlung an keiner wichtigen Fernverkehrsstrasse lag. Laut einer Legende aus dem 8. Jahrhundert n. Chr. war Turicum auch Schauplatz des Martyriums von Felix und Regula, die dort während ihrer Pilgerreise Station machten. Das Ereignis fand wohl während der diokletianischen Christenverfolgung statt (302 bis 305). Die Geschwister wurden auf Anordnung des römischen Offiziers Decius – wegen ihres unerschütterlichen christlichen Glaubensbekenntnisses – ergriffen, gefoltert und schließlich geköpft. Die Leichname hätten danach ihre abgeschlagenen Häupter in die Hände genommen und sie vierzig dextri (Schritte) weiter auf einen Hügel niedergelegt, 200 dextri vom Kastell entfernt, wo sie nun ruhen wollten. Vermutlich wurden die beiden am rechten Limmatufer, neben der dortigen Römerstraße, beigesetzt. Nach dem Einfall der Alamannen in das Gebiet der heutigen Schweiz ab 260 n. Chr. erlangte Turicum seine militärische Bedeutung wieder zurück. Im späten 3. oder 4. Jahrhundert (330 n. Chr.?) wurde im Rahmen der Baumassnahmen zur Befestigung der neu geschaffenen Rheingrenze (rückwärtige Linie des Donau-Iller-Rhein-Limes) ein Steinkastell errichtet. Es diente der Zivilbevölkerung auch nach dem Abzug der Truppen und dem Ende der weströmischen Reichsverwaltung noch über einen längeren Zeitraum hinweg als Wohnsitz und Zuflucht.
Der Beginn des 5. Jahrhunderts markierte das Ende der römischen Herrschaft in der Schweiz. Um das Jahr 402 n. Chr. wurden die meisten Grenzsoldaten vom Regenten des Westens, Stilicho, für den Kampf gegen die in Italien eingedrungene Gotenarmee unter Alarich I. abgezogen und einige Grenzregionen nördlich der Alpen geräumt. Der Vicus und das Kastell wurden aber nicht gänzlich aufgegeben und bestanden noch einige Zeit weiter. Bald nahmen jedoch nachdrängende alamannische Stämme auch die Region um Turicum in Besitz. Siedlung und Kastell wurden im Zuge dessen zerstört und offenbar ließen sich später Alamannensippen in den Ruinen nieder. Auf eine dennoch mehrheitlich romanische geprägte Bevölkerungsgruppe lassen die im Gräberfeld Bäckerstrasse beobachteten Bestattungen aus dem 6. Jahrhundert schließen. Darunter befand sich auch das Grab einer Frau mit germanischer, in den fränkischen Kulturraum verweisende Gewandfibel. Der Fund von zwei Schwertern (Spatha, Sax) in einem Männergrab lässt ebenfalls auf einen germanischen Zuwanderer schließen. Bei den am St. Petershügel untersuchten Platten- und Mauergräbern aus dem 7. Jahrhundert wurden Mörtel, Verputz und Kalktünche benutzt. Ein Beleg dafür, dass die in römischer Zeit eingeführten Bautechniken in dieser Zeit noch angewendet wurden. Auf dem Kastellareal wurden im 7. und 8. Jahrhundert nach Planierungsarbeiten mehrere Steinbauten errichtet. Reste von Holzhäusern aus derselben Zeit wurden im Niederdorf gefunden.
Im 8. und 9. Jahrhundert war Zürich der Mittelpunkt eines ausgedehnten karolingischen Reichsgutskomplexes von politischer und wirtschaftlicher Bedeutung. Mit dem um 760 etablierten Fiskus Zürich entstand eine Verwaltungsorganisation, die wieder an die Funktionen des vormaligen Römerorts anknüpfte. Aus einer noch im Original erhaltenen Urkunde aus der Zeit Ludwigs des Deutschen weiß man, dass beim Felix- und Regula-Grab ein Monasterium stand. Der König schenkte dieses und das Kastellareal mit den dazugehörigen Ländereien und Rechten seiner Tochter, der Äbtissin Hildegard, die dort ein Kloster gründen wollte, so geschehen am 21. Juli 853. Mit der Gründung des Fraumünsterklosters im gleichen Jahr wurde auf den Grundmauern des Kastells wahrscheinlich auch die karolingische, später dann eine ottonische Pfalz errichtet. Letztere wird erstmals im Jahr 1054 urkundlich erwähnt. Über die karolingische Pfalz liegen nur sehr wenige archäologische Belege vor. Die ottonische Pfalz aus dem 10. oder 11. Jahrhundert war eines der Zentren des Herzogtums Schwaben. Zwischen dem 11. und 12. Jahrhundert wurde der ganze Komplex zu einer Burg umgebaut, die 1172 zum letzten Mal erwähnt wurde. Ob die Anlage planmässig – nach dem Aussterben des Adelsgeschlechtes der Zähringer – 1218 zerstört wurde und zur Gewinnung von Baumaterial diente, lässt sich nicht mehr mit Sicherheit sagen.

## Kastell

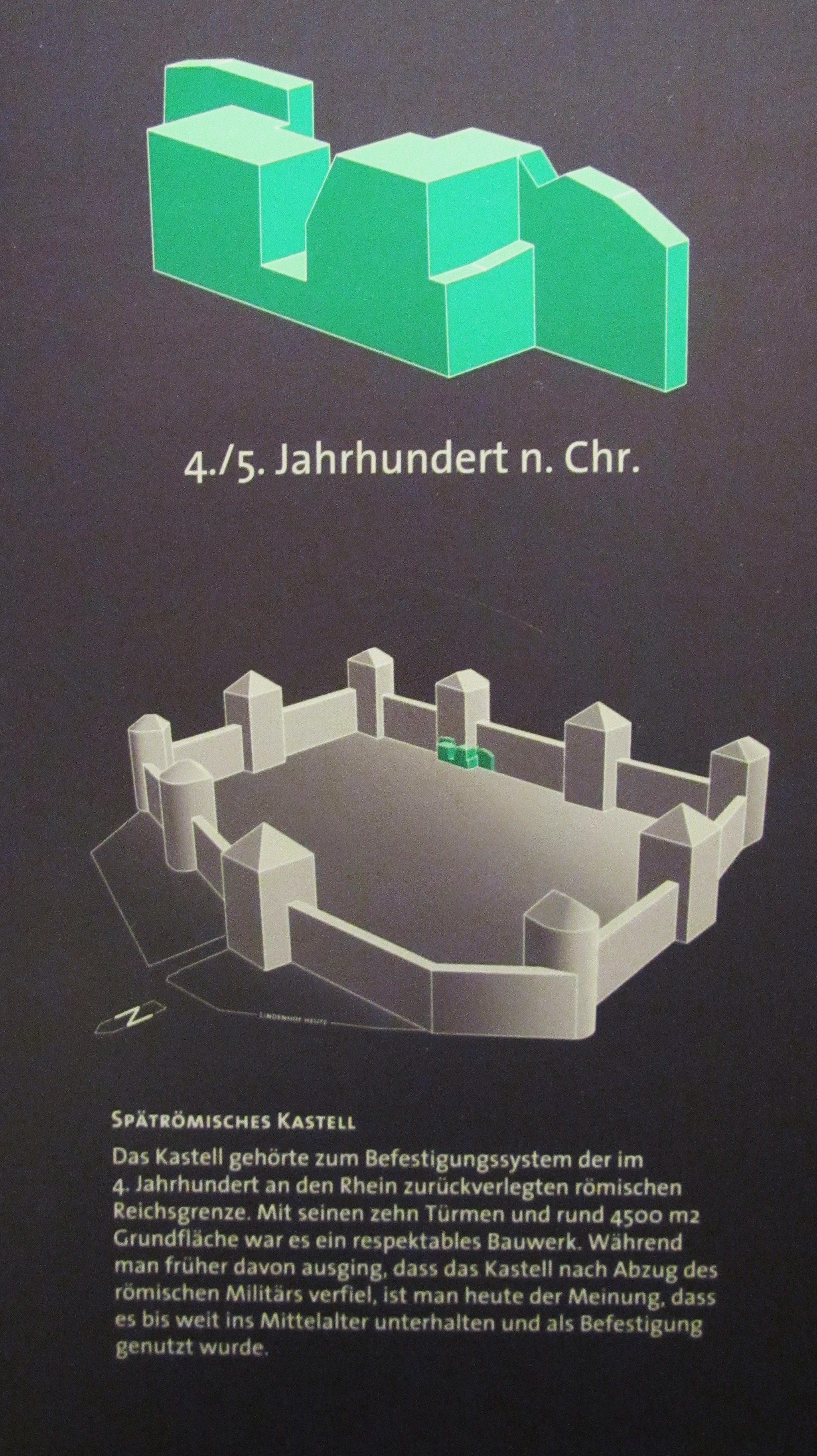
Rekonstruktion des spätrömischen Kastells

Das Kastell ist archäologisch nur mehr teilweise erfassbar. Die zwar nur 4500 Quadratmeter grosse, aber sehr massiv befestigte Anlage war vermutlich mit bis zu zehn Türmen und einer zwei Meter breiten Mauer ausgestattet, die bis ins frühe Mittelalter genutzt und deswegen weitgehend intakt geblieben sein muss. Die Innenfläche war auf der Nordseite etwa zwölf Meter weniger ausgedehnt als die heutige Fläche, östlich, südlich und westlich entspricht die Kastellmauer der heutigen Stützmauer des Lindenhofes. Im Norden und Süden wurde sie von zwei Toren mit nur einer Durchfahrt durchbrochen. Ob auch die Überreste der Befestigung des Oppidum Lindenhof beim Bau des Kastells miteinbezogen wurden, bleibt ungeklärt. In nachrömischer Zeit wurde die Hügelkuppe eingeebnet; die Kastellmauer diente nun zur Sicherung der neuen Terrasse und bestimmte damit weitgehend die heutige Form des Lindenhofsplateaus. Die mit äußerst widerstandsfähigem Kalkmörtel gebundene Mauerkonstruktion wurde im Spätmittelalter in die nordöstliche Stützmauer und in die Fundamente der Bürgerhäuser rings um den Lindenhof und beim Münsterhof integriert. Dadurch blieb ein Teil des Kastells bis heute erhalten, zusammen mit einigen anderen Mauerresten, die ebenfalls noch auf römische Zeit zurückgehen.
Etwas besser bekannt ist das Aussehen des Nachfolgebaus, die ottonische Königspfalz, sie bestand im Wesentlichen aus einem Monumentalbau der vermutlich über den Resten des karolingischen Pfalzgebäudes stand und einer Kapelle. Der Palas war mindestens 75 Meter lang und 13 Meter breit, mit einem Kaisersaal von 31,2 × 11,4 Meter, die Kapelle befand sich an der Nordwestecke. Mauerreste dieses Bauwerks kamen beim Abbruch der von der Freimaurerloge „Modestia cum Libertate“ erworbenen Liegenschaft „Zum Paradies“ am südlichen Ende des Lindenplatzes wieder zum Vorschein.

## Zollstation
Der reichsweite Handel unterlag Binnenzöllen (portoria), deren Verwaltungsbezirke mehrere Provinzen umfassen konnten. Zollstationen der quadragesima Galliarum, des 2,5 % betragenden Warenzolls der gallischen Provinzen, zu deren Zuständigkeitsbereich auch das schweizerische Mittelland und das Wallis gehörten, sind in Zürich, Massongex und Saint-Maurice bezeugt. Die Raetia bzw. die Ostschweiz waren dagegen Teil des illyrischen Zollbezirks.

## Hinweis
Beim Gebäude der Zürcher Freimaurerloge „Modestia cum Libertate“ können im sogenannten „Lindenhofkeller“ gut erhaltene Baureste aus der Römerzeit, dem Mittelalter und der frühen Neuzeit besichtigt werden, auf Schautafeln werden sie sachkundig erläutert. Der Schlüssel zum Lindenhofkeller kann beim Baugeschichtlichen Archiv der Stadt Zürich (Tiefbauamt) reserviert und abgeholt werden.

## Denkmalschutz
Das Kastellareal ist als geschichtliche Stätte im Sinne des Schweizer Bundesgesetzes über den Natur- und Heimatschutz vom 1. Juli 1966 unter Bundesschutz gestellt. Nicht genehmigte Nachforschungen und gezieltes Sammeln von Funden stellen eine strafbare Handlung dar und werden nach Art. 24 mit einer Freiheitsstrafe bis zu einem Jahr oder einer Geldstrafe geahndet.